# Абундис, Хосе Мануэль
Хосе́ Мануэ́ль Абу́ндис (исп. José Manuel Abundis; род. 11 июня 1973, Гвадалахара) — мексиканский футболист, нападающий. В 1996—2001 годах выступал за сборную Мексики.

## Карьера

### Клубная
Абундис дебютировал в профессиональном футболе 27 сентября 1992 года, выйдя на поле под 28-м номером за 8 минут до конца матча его клуба «Толука» против команды «Монаркас Морелия», который закончился со счётом 0:0. Большинство своей карьеры, а именно 10 лет, нападающий провёл именно за «Толуку» (в 1992—2000 и в 2004—2006 годах). Первый гол в профессиональной карьере Хосе Мануэль забил 20 августа 1993 года в гостевой игре «Толуки» против команды «Атланте», причём мяч оказался победным. Матч закончился со счётом 0:1. Всего за «Толуку» в период 1992—2000 годов Абундис провёл 197 матчей, в которых забил 63 гола, а также трижды стал чемпионом Мексики, выиграв вместе со своим клубом чемпионат в 1998, 1999 и 2000 году. Причём все три чемпионства были выиграны в период летнего розыгрыша титула.
В 2000 году Хосе Мануэль перешёл в «Атланте», за который в ходе двух лет провёл 58 матчей и забил 21 гол. В 2002 году Абундис перешёл в «Монтеррей» и провёл за него лишь один сезон, не забив в 8 матчах ни одного гола. Вследствие этого, уже в 2003 году, нападающий подписал контракт с клубом «Пачука», но и в этой команде Хосе Мануэль никак себя не проявил, приняв участие в 5 матчах и не забив ни одного гола. В этом же году Абундис вернулся в «Атланте», за который в 14 играх забил 2 мяча. В 2004 году нападающий вернулся в свой первый клуб «Толука» и в ходе двух последующих лет очень прекрасно себя там проявил, став в четвёртый раз чемпионом Мексики, выиграв вместе со своим клубом Апертуру в 2005 году.
В 2006 году Абундис решил попробовать свои силы в MLS, подписав контракт с клубом «Нью-Инглэнд Революшн», но и здесь последовала неудача — нападающий провёл за новый клуб 4 игры, в которых забил один гол, который причём оказался последним в его профессиональной карьере.
Последним клубом Хосе Мануэля в профессиональной карьере футболиста стал «Керетаро» из города Сантьяго-де-Керетаро, в который он перешёл в конце 2006 года. Всего за этот клуб нападающий провёл 12 игр, в которых не забил ни одного гола. Последним матчем Абундиса в карьере стала гостевая игра «Керетаро» против команды «Сан-Луис», которая состоялась 14 апреля 2007 года и закончилась со счётом 1:0 в пользу «Сан-Луиса».

### В сборной
Абундис выступал за сборную Мексики в 1996—2001 годах.
Первым официальным для него турниром стали Летние Олимпийские игры 1996. В 1997 году Хосе Мануэль, вместе со сборной, принял участие в Кубке Америки 1997, на котором сборной Мексики удалось стать бронзовым призёром турнира. В этом же году Абундис был вызван в сборную для участия в Кубке конфедераций 1997, на котором сборная Мексики добилась лишь третьего места в группе А.
Самым успешным в карьере Хосе Мануэля стало его выступление на Кубке конфедераций 1999, по итогам которого сборная Мексики стала Чемпионом, а Абундису удалось забить 3 гола на турнире, причём один он забил в финале в ворота сборной Бразилии. Матч закончился со счётом 4:3.
Последними турнирами в сборной для Хосе Мануэля стали Золотой кубок КОНКАКАФ 2000 и Кубок конфедераций 2001, на которых сборная Мексики не добилась практически ничего.

### Тренерская
В 2011 году Хосе Мануэль был назначен на должность главного тренера в клуб из США «Атланта Силвербэкс», расположенный в Атланте, штат Джорджия. 7 ноября того же года был отстранён от занимаемой им должности.

## Достижения
«Толука»
- Чемпион Мексики (4): 1998 (л), 1999 (л), 2000 (л), 2005 (Апертура)

Сборная Мексики
- Обладатель Кубка конфедераций: 1999
- Бронзовый призёр Кубка Америки: 1997